# Петронилла Аквитанская
Петронилла (Алиса) Аквитанская (фр. Pétronille d’Aquitaine; ок. 1125 — после 24 октября 1151) — вторая дочь герцога Аквитании Гильома X и Аэнор де Шательро, жена графа Рауля I де Вермандуа, младшая сестра герцогини Алиеноры Аквитанской.

## Биография
Петронилла родилась около 1125 года. 
В 1137 году умер её отец, герцог Гильом X. По его завещанию опекуном над Петрониллой и её старшей сестрой Алиенорой, унаследовавшей Аквитанию, стал король Франции Людовик VI, сразу же женивший на Алиеноре своего сына Людовика VII, унаследовавшего французский престол в том же году. Вслед за Алиенорой ко французскому двору перебралась и Петронилла.
В 1141 году Петронилла, которой было всего 15 лет, вступила в любовную связь с Раулем I де Вермандуа, графом Вермандуа и Валуа. Он был внуком короля Франции Генриха I и занимал при французском дворе пост сенешаля. Раулю в тот момент было около 46, кроме того, он был женат — на Элеоноре де Блуа, сестре могущественного Тибо II Шампанского, графа Шампани и Блуа. Брак имел политическое значение — Петронилла в тот момент была наследницей Аквитании. Алиенора поддержала сестру. Раулю удалось найти прелатов, которые аннулировали его брак с Элеонорой де Блуа из-за кровного родства и в 1142 году женился на Петронилле. Этот брак вызвал скандал. Тибо II Шампанский вступился за сестру и обратился к папе римскому Иннокентию II. Собравшийся церковный собор в Ланьи признал первый брак Рауля действительным. В результате брак Рауля и Петрониллы был аннулирован, а оба они отлучены от церкви.
Эти события вызвали войну между Людовиком VII и Тибо II Шампанским. Королевская армия вторглась в его владения и опустошила их. При этом сгорела церковь в городе Витри, в которой укрывалось полторы тысячи жителей, из которых никто не спасся, что потрясло короля. Конфликт пытался уладить Бернард Клервоский, который обратился к папе с просьбой снять отлучения с Рауля и Петрониллы, но при этом не признавая их брак. Кроме того, он отправил королю послание, обвинив «злокозненных советников» в том, что они разжигают войну. Возможно, имелась в виду королева Алиенора, которая всецело поддерживала сестру. Но король заупрямился, обвинив Тибо Шампанского в том, что тот с помощью брачных союзов пытается создать союз знати против короля.
В 1144 году умер папа Иннокентий II. Его преемник, Целестин II, был учеником Бернарда Клервоского и оказался более уступчивым. И Бернард понимал, что для мира нужно убедить пойти на уступки Алиенору, сторонники которой отказывались идти на какие-то соглашения, пока не будет снято отлучение с Рауля и Петрониллы и не будет признан их брак. 11 июня 1144 года происходило освящение нового клироса аббатства Сен-Дени, на котором присутствовали король, его мать, Алиенора и прочая знать королевства. Там состоялась встреча Бернарда с Алиенорой, в результате которого был найден компромисс.
В итоге мир был заключён. Людовик VII помирился с Тибо Шампанским, который отказался от идеи взволновавших короля браков. Кроме того, король признал нового архиепископа Буржа. Отлучение с Рауля и Петрониллы снято так и не было, однако они продолжали жить вместе. У них родилось две дочери и сын. После того, как в 1148 году умерла Элеонора де Блуа, папа Евгений III снял отлучение и брак был легитимизирован.
После отъезда Людовика VII и Алиеноры Аквитанской во Второй крестовый поход в 1147 году Рауль вместе с аббатом Сен-Дени Сугерием остался регентом Французского королевства. 
В 1151 году Алиенора Аквитанская развелась с Людовиком VII, после чего Рауль и развёлся с Петрониллой.

## В культуре
Петронилла играет заметную роль в опубликованном в 2010 году историческом романе Сесилии Холланд «Секрет Элеаноры» (англ. «The Secret Eleanor»).

## Брак и дети
Муж: с 1142 (брак аннулирован в 1151) Рауль I де Вермандуа (1085 — 14 октября 1152), граф Вермандуа и Валуа с 1102. Дети:
- Елизавета де Вермандуа (1143 — 28 марта 1183), графиня Вермандуа и Валуа с 1167; муж: с 1156 Филипп Эльзасский (ок. 1136 — 1 июля 1191), граф Фландрии с 1168, граф де Вермандуа и Валуа с 1167 (до 1185 года по праву жены, с 1185 титулярный)
- Рауль II де Вермандуа (1145 — 17 июня 1176), граф Вермандуа и Валуа в 1160—1167.
- Элеонора де Вермандуа (ок. 1148/1149 — 19/21 июня 1213), графиня Вермандуа и Валуа с 1192; 1-й муж: с 1162 года Жоффруа де Эно (1147 — 7 апреля 1163), граф Остреванта; 2-й муж: с 1164 Гильом IV (ок. 1145 — 24 октября 1168), граф Невера и Осера; 3-й муж: с 1171 Матье Эльзасский (ок. 1137 — 25 декабря 1173), граф Булони; 4-й муж: с 1175 (развод 1192) Матье III (ум. 21 или 24 ноября 1208), граф де Бомон-сюр-Уаз